# SuperLiga 2007 (Ameryka Północna)
SuperLiga 2007 – pierwszy cykl rozgrywek pomiędzy meksykańskimi i amerykańskimi zespołami o prym w Ameryce Północnej – SuperLigi. Zespoły uczestniczące w tej edycji SuperLigi zostały do niej zaproszone. Odbyły się dwie fazy – grupowa i pucharowa.
Sponsorami TV rozgrywek były Fox Sports World w Kanadzie, TeleFutura w USA oraz Televisa i TV Azteca w Meksyku.

## Stadiony
| Bridgeview        | Carson                | Commerce City              | Frisco         |
| ----------------- | --------------------- | -------------------------- | -------------- |
| Toyota Park       | The Home Depot Center | Dick's Sporting Goods Park | Pizza Hut Park |
|                   |                       |                            |                |
| Houston           | Los Angeles           | Waszyngton                 |                |
| Robertson Stadium | Los Angeles Coliseum  | RFK Stadium                |                |
|                   |                       |                            |                |

## Zespoły
Do SuperLigi 2007 zostało zaproszone 8 zespołów:
Z MLS
- D.C. United
- FC Dallas
- Houston Dynamo
- Los Angeles Galaxy

Z PD
- Monarcas Morelia
- Pachuca
- Club América
- Guadalajara

## Faza grupowa

### Grupa A
| Zespół             | Pkt. | M | Z | R | P | B+ | B- | +/- |
| ------------------ | ---- | - | - | - | - | -- | -- | --- |
| Los Angeles Galaxy | 6    | 3 | 2 | 0 | 1 | 9  | 8  | +1  |
| Pachuca            | 4    | 3 | 1 | 1 | 1 | 3  | 3  | 0   |
| Chivas Guadalajara | 4    | 3 | 1 | 1 | 1 | 3  | 3  | 0   |
| FC Dallas          | 2    | 3 | 0 | 2 | 1 | 7  | 8  | -1  |

| 24 lipca 2007 21:00 CEST | FC Dallas · Arturo Alvarez 56' | 1:1(0:0)raport | Chivas Guadalajara · José Antonio Olvera 67' | Pizza Hut Park, Frisco Widzów: 12 641 Sędzia: Walter Quesada Cordero (Kostaryka) |
|                          |                                |                |                                              |                                                                                  |

| 24 lipca 2007 23:00 PST | Los Angeles Galaxy · Alan Gordon 50' · Landon Donovan 81' | 2:1(0:0)raport | Pachuca · Rafael Márquez Lugo 78' | The Home Depot Center, Carson Widzów: 19 317 Sędzia: Carlos Batres (Gwatemala) |
|                         |                                                           |                |                                   |                                                                                |

| 28 lipca 2007 20:00 CEST | FC Dallas · Carlos Ruiz 75' | 1:1(0:0)raport | Pachuca · Christian Giménez 87' (k.) | Pizza Hut Park, Frisco Widzów: 7953 Sędzia: Samir Osman (Egipt) |
|                          |                             |                |                                      |                                                                 |

| 28 lipca 2007 22:00 PST | Los Angeles Galaxy · Landon Donovan 88' | 1:2(0:0)raport | Chivas Guadalajara · Francisco Rodríguez 59' · Omar Bravo 82' | Los Angeles Coliseum, Los Angeles Widzów: 37 337 Sędzia: Courtney Campbell (Jamajka) |
|                         |                                         |                |                                                               |                                                                                      |

| 31 lipca 2007 20:00 CEST | FC Dallas · Arturo Alvarez 43' · Juan Carlos Toja 78' · Arturo Alvarez 82' · Carlos Ruiz 90'+1 · Abe Thompson 90'+6 | 5:6(1:4)raport | Los Angeles Galaxy · Alan Gordon 3' · Chris Klein 12' · Alan Gordon 15' · Kevin Harmse 18' · Landon Donovan 84' · Carlos Pavón 90'+4 | Pizza Hut Park, Frisco Widzów: 21 576 Sędzia: Kevin Stott (Stany Zjednoczone) |
|                          | |                | |                                                                               |

| 31 lipca 2007 22:00 MST | Chivas Guadalajara | 0:1(0:0)raport | Pachuca · Rafael Márquez Lugo 62' | Dick's Sporting Goods Park, Commerce City Widzów: 14 069 Sędzia: Marco Antonio Rodríguez (Meksyk) |
|                         |                    |                |                                   |                                                                                                   |

### Grupa B
| Zespół           | Pkt. | M | Z | R | P | B+ | B- | +/- |
| ---------------- | ---- | - | - | - | - | -- | -- | --- |
| Houston Dynamo   | 7    | 3 | 2 | 1 | 0 | 3  | 1  | +2  |
| D.C. United      | 4    | 3 | 1 | 1 | 1 | 2  | 2  | 0   |
| Club América     | 3    | 3 | 1 | 0 | 2 | 3  | 4  | -1  |
| Monarcas Morelia | 2    | 3 | 0 | 2 | 1 | 4  | 5  | -1  |

| 25 lipca 2007 20:00 EDT | D.C. United · Christian Gómez 7' | 1:1(1:0)raport | Monarcas Morelia · Diego Martínez 79' | RFK Stadium, Waszyngton Widzów: 13 335 Sędzia: Courtney Campbell (Jamajka) |
|                         |                                  |                |                                       |                                                                            |

| 25 lipca 2007 22:00 CEST | Houston Dynamo · Nate Jaqua 41' | 1:0(1:0)raport | Club América | Robertson Stadium, Houston Widzów: 18 112 Sędzia: Steven Taylor |
|                          |                                 |                |              |                                                                 |

| 29 lipca 2007 20:00 EDT | D.C. United · Rod Dyachenko 12' | 1:0(1:0)raport | Club América | RFK Stadium, Waszyngton Widzów: 18 604 Sędzia: Carlos Batres (Gwatemala) |
|                         |                                 |                |              |                                                                          |

| 29 lipca 2007 22:00 CDT | Houston Dynamo · Joseph Ngwenya 1' | 1:1(1:0)raport | Monarcas Morelia · Marcinho 74' | Robertson Stadium, Houston Widzów: 11 236 Sędzia: Walter Quesada Cordero (Kostaryka) |
|                         |                                    |                |                                 |                                                                                      |

| 1 sierpnia 2007 20:00 CDT | Houston Dynamo · Brian Ching 50' | 1:0(0:0)raport | D.C. United | Robertson Stadium, Houston Widzów: 11 013 Sędzia: Baldomero Toledo (Meksyk) |
|                           |                                  |                |             |                                                                             |

| 1 sierpnia 2007 22:00 CDT | Club América · Juan Carlos Mosqueda 17' · Salvador Cabañas 56' (k.) · Federico Insúa 85' | 3:2(1:0)raport | Monarcas Morelia · Gonzalo Choy González 67' · Luis Ángel Landín 73' | Toyota Park, Bridgeview Widzów: 10 623 Sędzia: Hugo Leon Guajardo (Meksyk) |
|                           |                                                                                          |                |                                                                      |                                                                            |

## Faza pucharowa
|  |                       |                     |          |                      |       |                    |                    |       |
|  | Półfinał              | Półfinał            | Półfinał |                      |       | Finał              | Finał              | Finał |
|  | Półfinał              | Półfinał            | Półfinał |                      |       | Finał              | Finał              | Finał |
|  | 15 sierpnia – Carson  |                     |          |                      |       |                    |                    |       |
|  |                       |                     |          |                      |       |                    |                    |       |
|  | Los Angeles Galaxy    | Los Angeles Galaxy  | 2        |                      |       |                    |                    |       |
|  | Los Angeles Galaxy    | Los Angeles Galaxy  | 2        | 29 sierpnia – Carson |       |                    |                    |       |
|  | D.C. United           | D.C. United         | 0        |                      |       |                    |                    |       |
|  | D.C. United           | D.C. United         | 0        |                      |       | Los Angeles Galaxy | Los Angeles Galaxy | 1 (3) |
|  | 14 sierpnia – Houston |                     |          |                      |       | Los Angeles Galaxy | Los Angeles Galaxy | 1 (3) |
|  |                       |                     | Pachuca  | Pachuca              | 1 (4) |                    |                    |       |
|  | Houston Dynamo        | Houston Dynamo      | Pachuca  | Pachuca              | 1 (4) | 2 (3)              |                    |       |
|  | Houston Dynamo        | Houston Dynamo      |          |                      |       |                    |                    |       |
|  | Pachuca (dogr., k.)   | Pachuca (dogr., k.) | 2 (4)    |                      |       |                    |                    |       |
|  | Pachuca (dogr., k.)   | Pachuca (dogr., k.) | 2 (4)    |                      |       |                    |                    |       |

### Półfinały
| 14 sierpnia 2007 22:00 CDT                                                          | Houston Dynamo · Dwayne De Rosario 4' · Eddie Robinson 83' | 2:2, po dogrywce k. 3:4(1:1, 2:2)raport                                                        | Pachuca · Juan Carlos Cacho 28' · Andrés Chitiva 62' | Robertson Stadium, Houston Widzów: 21 712 Sędzia: Ricardo Salazar (Stany Zjednoczone) |
|                                                                                     |                                                            |                                                                                                |                                                      |                                                                                       |
|                                                                                     |                                                            | Rzuty karne                                                                                    |                                                      |                                                                                       |
| Wade Barrett · Chris Wondolowski · Richard Mulrooney · Brian Ching · Joseph Ngwenya |                                                            | Fernando Salazar · Gabriel Caballero · Luis Gabriel Rey · Damián Álvarez · Rafael Márquez Lugo |                                                      |                                                                                       |

| 15 sierpnia 2007 22:00 PDT | Los Angeles Galaxy · David Beckham 27' · Landon Donovan 47' | 2:0(1:0)raport | D.C. United | The Home Depot Center, Carson Widzów: 17 223 Sędzia: Alex Prus (Stany Zjednoczone) |
|                            |                                                             |                |             |                                                                                    |

### Finał
| 29 sierpnia 2007 20:00 PDT                                                             | Los Angeles Galaxy · Chris Klein 90'+3 | 1:1, po dogrywce k. 3:4(0:1, 1:1)raport                                                                               | Pachuca · Peter Vagenas 29' (sam.) | The Home Depot Center, Carson Widzów: 12 500 Sędzia: Carlos Batres (Gwatemala) |
|                                                                                        |                                        | |                                    |                                                                                |
|                                                                                        |                                        | Rzuty karne |                                    |                                                                                |
| Peter Vagenas · Cobi Jones · Chris Klein · Edson Buddle · Landon Donovan · Abel Xavier |                                        | Rafael Márquez Lugo · Luis Gabriel Rey · Gabriel Caballero · Julio Manzur · Marvin Cabrera · Carlos Gerardo Rodríguez |                                    |                                                                                |

## Strzelcy
- 4 goli
  -  Landon Donovan (Los Angeles Galaxy)
- 3 gole
  -  Arturo Alvarez (FC Dallas)
  -  Alan Gordon (Los Angeles Galaxy)
- 2 gole
  -  Chris Klein (Los Angeles Galaxy)
  -  Carlos Ruiz (FC Dallas)
  -  Rafael Márquez Lugo (Pachuca)
- 1 gol
  -  Marcinho (Monarcas Morelia)
  -  David Beckham (Los Angeles Galaxy)
  -  Omar Bravo (Chivas Guadalajara)
  -  Salvador Cabañas (Club América)
  -  Juan Carlos Cacho (Pachuca)
  -  Brian Ching (Houston Dynamo)
  -  Andrés Chitiva (CF Pachuca)
  -  Gonzalo Choy González (Monarcas Morelia)
  -  Dwayne De Rosario (Houston Dynamo)
  -  Rod Dyachenko (D.C. United)
  -  Christian Giménez (Pachuca)
  -  Christian Gómez (D.C. United)
  -  Kevin Harmse (Los Angeles Galaxy)
  -  Federico Insúa (Club América)
  -  Nate Jaqua (Houston Dynamo)
  -  Luis Ángel Landín (Monarcas Morelia)
  -  Diego Martínez (Monarcas Morelia)
  -  Juan Carlos Mosqueda (Club América)
  -  Joseph Ngwenya (Houston Dynamo)
  -  José Antonio Olvera (Chivas Guadalajara)
  -  Carlos Pavón (Los Angeles Galaxy)
  -  Eddie Robinson (Houston Dynamo)
  -  Francisco Rodríguez (Chivas Guadalajara)
  -  Abe Thompson (FC Dallas)
  -  Juan Carlos Toja (FC Dallas)
- gol samobójczy
  -  Peter Vagenas (dla Pachuki)